# Chrysoteuchia gonoxes
Chrysoteuchia gonoxes là một loài bướm đêm trong họ Crambidae.